# Kaple Proměnění Páně a svatého Nektaria Eginského
Kaple Proměnění Páně a svatého Nektaria Eginského je pravoslavná sakrální stavba v Horní Lipové, části obce Lipová-lázně. Jedná se o součást Pravoslavné církevní obce v Jeseníku a zároveň o památník válečných zajatců z období druhé světové války. Jde rovněž o první pravoslavný chrám v českém Slezsku.

## Historie
Kaple byla vystavěna v letech 2013–2014 z iniciativy Pravoslavné církevní obce v Jeseníku a spolku Kostelík v horách. Představuje jednak místo pro bohoslužby, jednak památník válečných zajatců trpících na Jesenicku v letech 1939-1945. Projekt kaple je dílem trojice architektů Jindřicha Kaňky, Vilmy Kaňkové a Vojtěcha Koudelky. Dokončená stavba byla slavnostně otevřena 23. srpna 2014, samotné svěcení kaple pak proběhlo 27. června 2015. Kaple byla zasvěcena svátku Proměnění Páně a zároveň řeckému světci, svatému Nektariovi Eginskému. Později byla do kaple doplněna také jména místních obyvatel, kteří se stali oběťmi 1. a 2. světové války.

## Architektonická podoba
Kaple je centrální šestihranná stavba. V interiéru není (v pravoslavných stavbách jinak obvyklý) ikonostas v pravém slova smyslu. Je nahrazen nízkou kovovou mřížkou. Ikony, které jindy bývají součástí ikonostasů, jsou uloženy na tzv. analojích před ní. Na zdích kaple v oltářní části se nacházejí další stylově jednotné (řecké) ikony. Před "královskými dveřmi" před oltářní částí je v podlaze vyznačen mozaikou kříž.
Na zdech mimo oltářní prostor jsou textové panely se jmény identifikovaných válečných zajatců, jejichž památníkem kaple také je. Kaple je velmi světlým prostorem, neboť velká část stěn je tvořena prosklenými plochami. V oltáři za prestolem ("oltářním stolem") je ve stěně vitrážové okno ve tvaru kříže, pod ním ve zdi je pak vložen základní kámen stavby s vročením 863 – 2013 (značí rok příchodu Cyrila a Metoděje na Velkou Moravu a poté rok položení základního kamene kaple). Okolí kaple má jednoduchou parkovou úpravu, otevírají se z něj zajímavé výhledy na Jeseníky.

## Současnost
V kapli probíhají pravidelné pravoslavné bohoslužby, mimo svatých Liturgií především pobožnosti akafistů. Dále se zde konávají vzpomínkové akce, související s druhou úlohou kaple coby památníku válečných obětí.

## Galerie

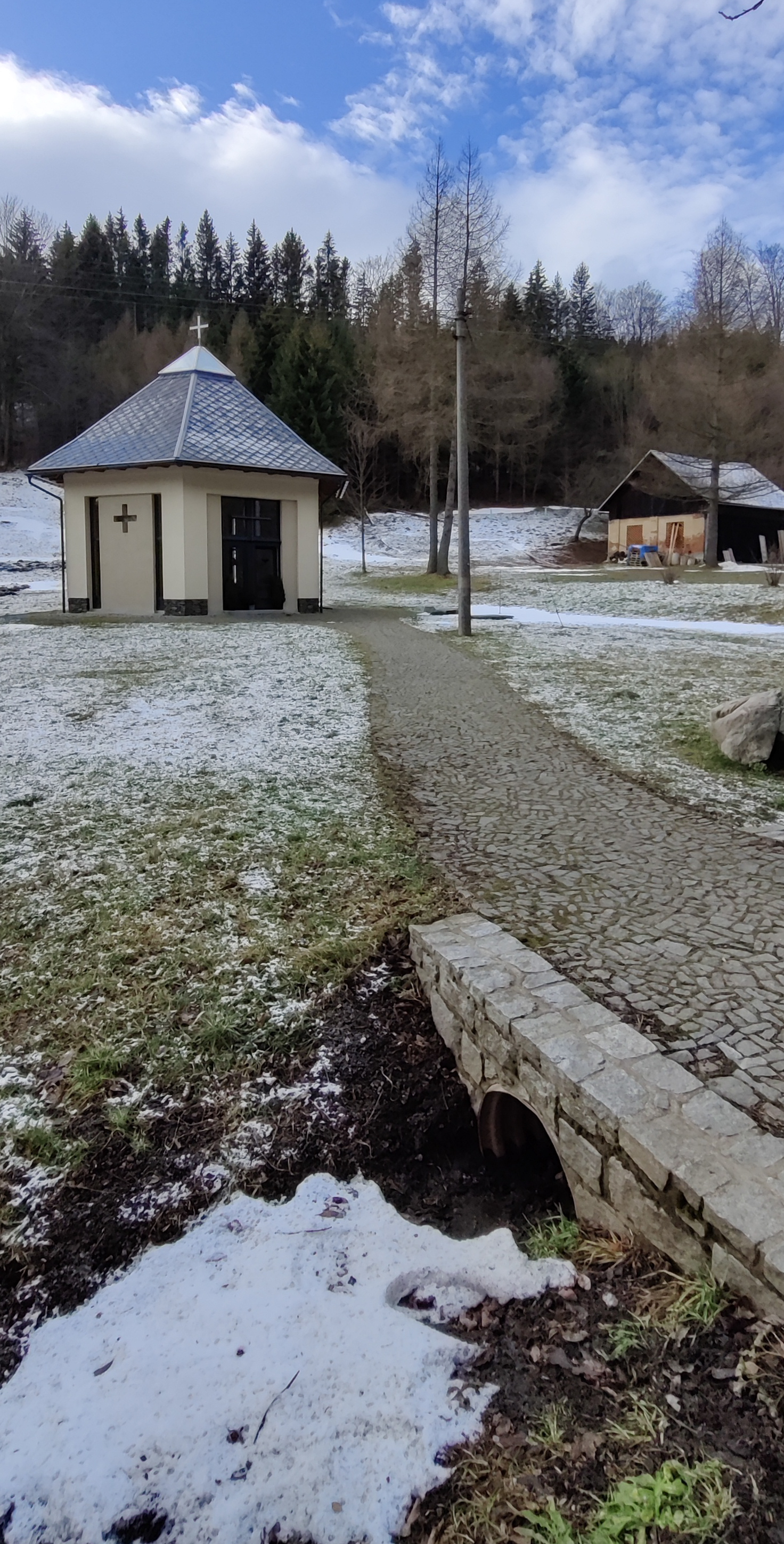
Přístup ke kapli (2024)
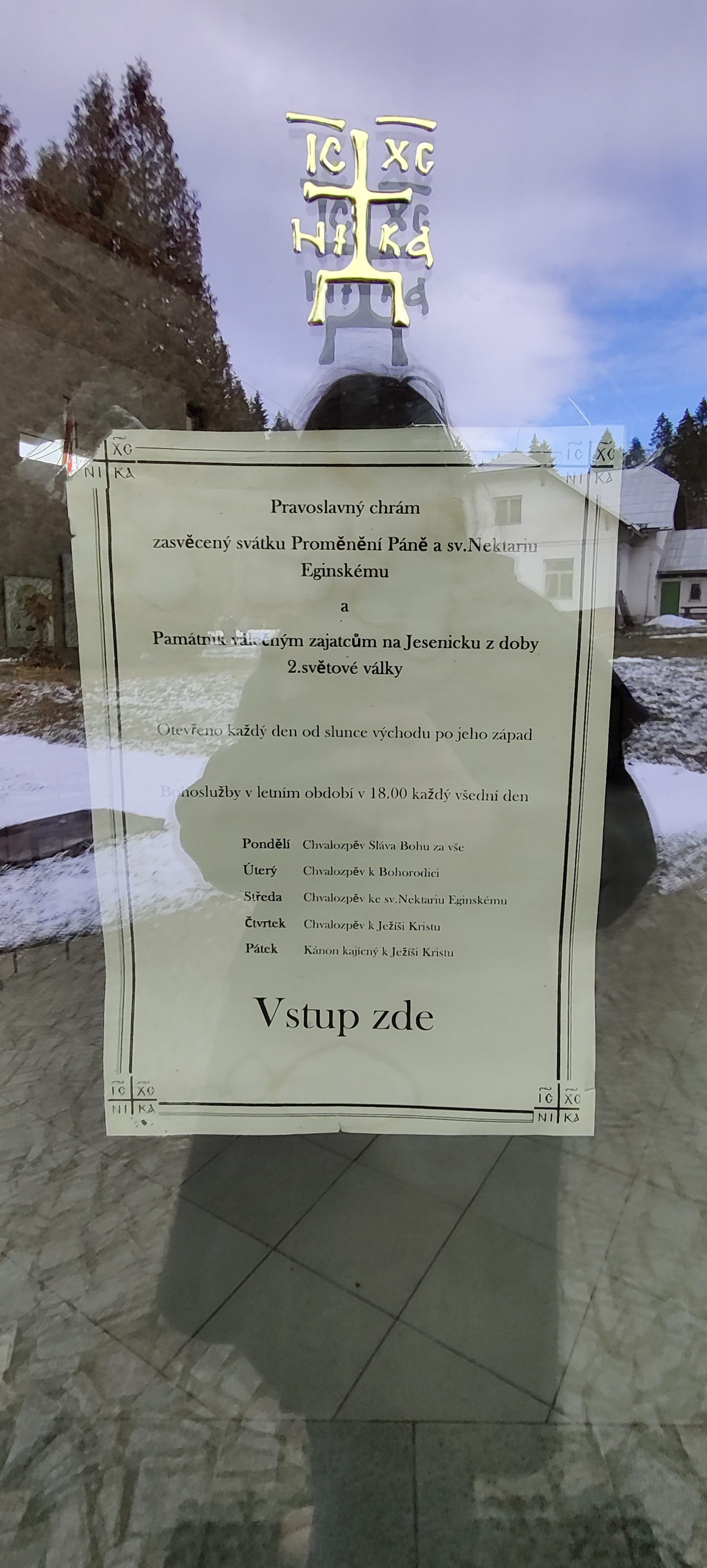
Informace na dveřích kaple (2024)
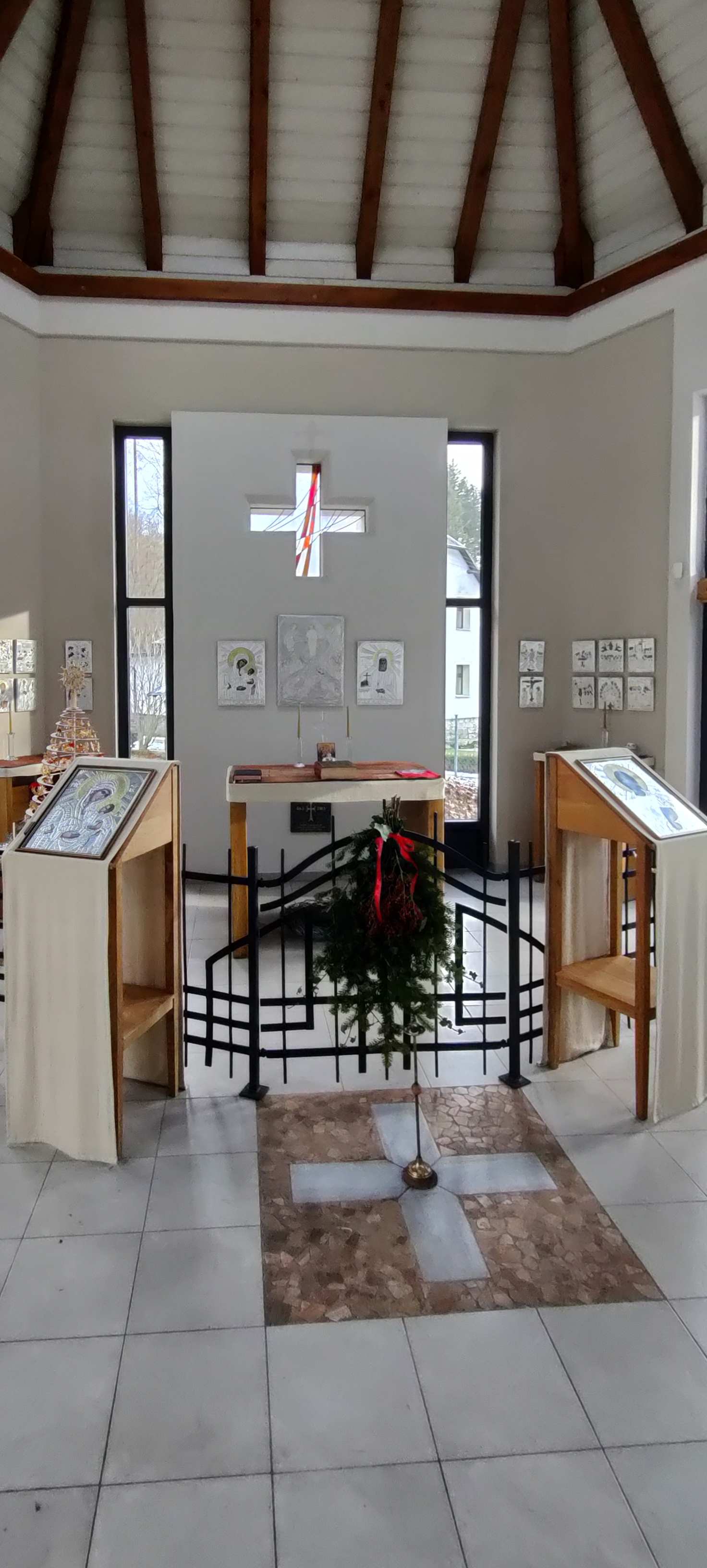
Interiér (2022)